# Patrick Simon (socio-démographe)
Pour les articles homonymes, voir Patrick Simon et Simon.
 (février 2021).
Patrick Simon (né en 1964) est un socio-démographe français à l'Institut national d'études démographiques (INED). Il travaille sur les phénomènes d'intégration et de discriminations ethniques en France et dans des perspectives comparatives internationales.
Il est membre des comités de rédaction des revues Mouvements et Ethnic and Racial Studies. Il est responsable du département « Intégration et Discriminations » de l'Institut des migrations. Il a fait partie de la Cité nationale de l'histoire de l'immigration dont il a démissionné le 18 mai 2007, pour protester contre l'instauration du ministère de l'Immigration, de l'Intégration, de l'Identité nationale et du Développement solidaire.
Certains de ses travaux ont fait l'objet de polémiques.

## Enquêtes et travaux
Patrick Simon est l'un des coordinateurs de l'enquête TeO (Trajectoires et Origines, 2008-2009) qui porte sur les processus d'intégration et de discrimination des immigrés et de leurs descendants en France. Dans l'enquête, les discriminations sont enregistrées à partir de situations rencontrées par les enquêtés et de déclarations auto-reportées, parfois qualifiées de « sentiment » de discrimination.
L'enquête TeO a fait l'objet d'une polémique au moment de sa mise en œuvre parce qu'elle posait[pas clair] des questions sur la couleur de peau (qui n'ont finalement pas été posées[pas clair]) et sur la religion . Ses résultats ont alimenté le débat public et ont été largement repris par les médias.
Il a également réalisé en 2015 une enquête sur "les perceptions et expériences des discriminations en Ile-de-France" avec Mireille Eberhard et participé à l'exploitation de l'enquête "Accès aux droits" du Défenseur des Droits.
Patrick Simon intervient dans différentes sphères de la société civile sur les thématiques des sociétés multiculturelles, du racisme, de la place de l'islam,.

## Controverses scientifiques
Patrick Simon est impliqué dans plusieurs controverses publiques et ses travaux ont fait l'objet de débats. Sur les statistiques ethniques en France, les positions sont très tranchées depuis la fin des années 1990. Patrick Simon estime « qu'il n'est pas possible de lutter contre les discriminations sans statistiques », une position contredite par Hervé Le Bras entre autres contradicteurs. Plusieurs autres controverses concernent les études sur les trajectoires des musulmans en France. À la suite de la publication d'un chapitre dans l'ouvrage résultant de l'enquête Trajectoires et Origines rédigé avec Vincent Tiberj pour lequel la démographe Michèle Tribalat lui reproche un détournement des résultats afin de minimiser le "communautarisme" présumé en France en déclarant que « L’étude des affiliations religieuses frise la malhonnêteté ». 
Une seconde polémique naît en 2019 à propos d'un article publié avec Baptiste Coulmont relatifs aux prénoms des descendants d'immigrés. Cette conclusion est fermement contestée par un socio-démographe du CNRS, Jean-François Mignot, qui dans un document de 357 pages, accuse les deux auteurs de fraude et exige le retrait de leur enquête. Il affirme également que l'enquête statistique « Trajectoires et origines » (TeO), utilisée par Baptiste Coulmont et Patrick Simon, prend indûment en compte les descendants de pieds noirs, ce qui ferait mécaniquement augmenter le nombre de prénoms français parmi les descendants d'immigrés maghrébins. Mignot qualifie ces analyses de biaisées et politiquement orientées . Il déclare ainsi que « pour un chercheur-militant de la mouvance idéologique « décoloniale » comme Patrick Simon, l’objectif est de montrer qu’il n’existe pas de problème d’intégration ». Dans une réponse, les auteurs ont avancé que les différences de résultats tenaient à des choix différents de classification. Ils estiment que leurs choix sont plus cohérents que ceux opérés par Jean-François Mignot : « nos choix sont mieux justifiés que les siens : nous sommes plus inclusifs en considérant l’ensemble du groupe des descendants directs d’immigrés maghrébins et des petits-enfants d’ascendance maghrébine, ce qui permet de maintenir la diversité de leurs profils et trajectoires. Nous sommes cohérents avec le principe de classification fondé sur le pays de naissance, la nationalité et, pour le cas de l’Algérie, une reconstitution des statuts coloniaux. Nous ne construisons pas notre groupe sur la base de pratiques culturelles, puisque ce sont précisément ces pratiques que nous souhaitons analyser ».
Pour l'hebdomadaire Marianne, la « controverse place l'INED dans une position inconfortable ». La démographe Michèle Tribalat, retraitée de cet institut, a pris le parti de Jean-François Mignot et dénonce « une fraude scientifique rendue possible en raison de la complaisance de l’Ined, mais plus généralement de l’écosystème de recherche sur la question migratoire. » Magda Tomasini, la présidente de l'Ined, a, de son côté, saisi le référent à l'autorité scientifique de l'institut qui devra rendre un avis sur l'affaire et affirme, face aux graves accusations de Jean-François Mignot, ne pas exclure de porter plainte.

## Publications
- Le Belleville des Juifs tunisiens, Autrement, 1998 (avec Claude Tapia et Sylvaine Conord)
- Les discrimination ethniques dans la société française, Institut des hautes études de la sécurité intérieure, 2000
- La construction des discriminations, Sociétés contemporaines, no 53, 2004 (dir.)
- La politique républicaine de l'identité, Mouvements, no 38, 2005 (dir.)
- Fear, Anxiety and National Identity: Immigration and belonging in North-America and Western Europe, New York, Russel Sage Foundation, 2015 (avec Nancy Foner).
- Trajectoires et origines. Enquête sur la diversité des populations en France, Paris, Ined, (Grandes Enquêtes), 2015 (avec Cris Beauchemin et Christelle Hamel)
- Social statistics and Ethnic Diversity: Cross-National perspectives in classifications and identity politics, Springer, 2015 (avec Victor Piché et Amélie Gagnon)
- Les statistiques ethniques : un problème, mais quelles solutions ?, Cahiers Français, no 400, p. 81-85, 2017
- Muslims’ social inclusion and exclusion in France, Québec, and Canada: does national context matter?, Journal of Ethnic and Migration Studies, 43 (15), p. 2473-2498, 2017 (avec Reitz J. et Laxer E.)